# 9 Dywizjon Taborów

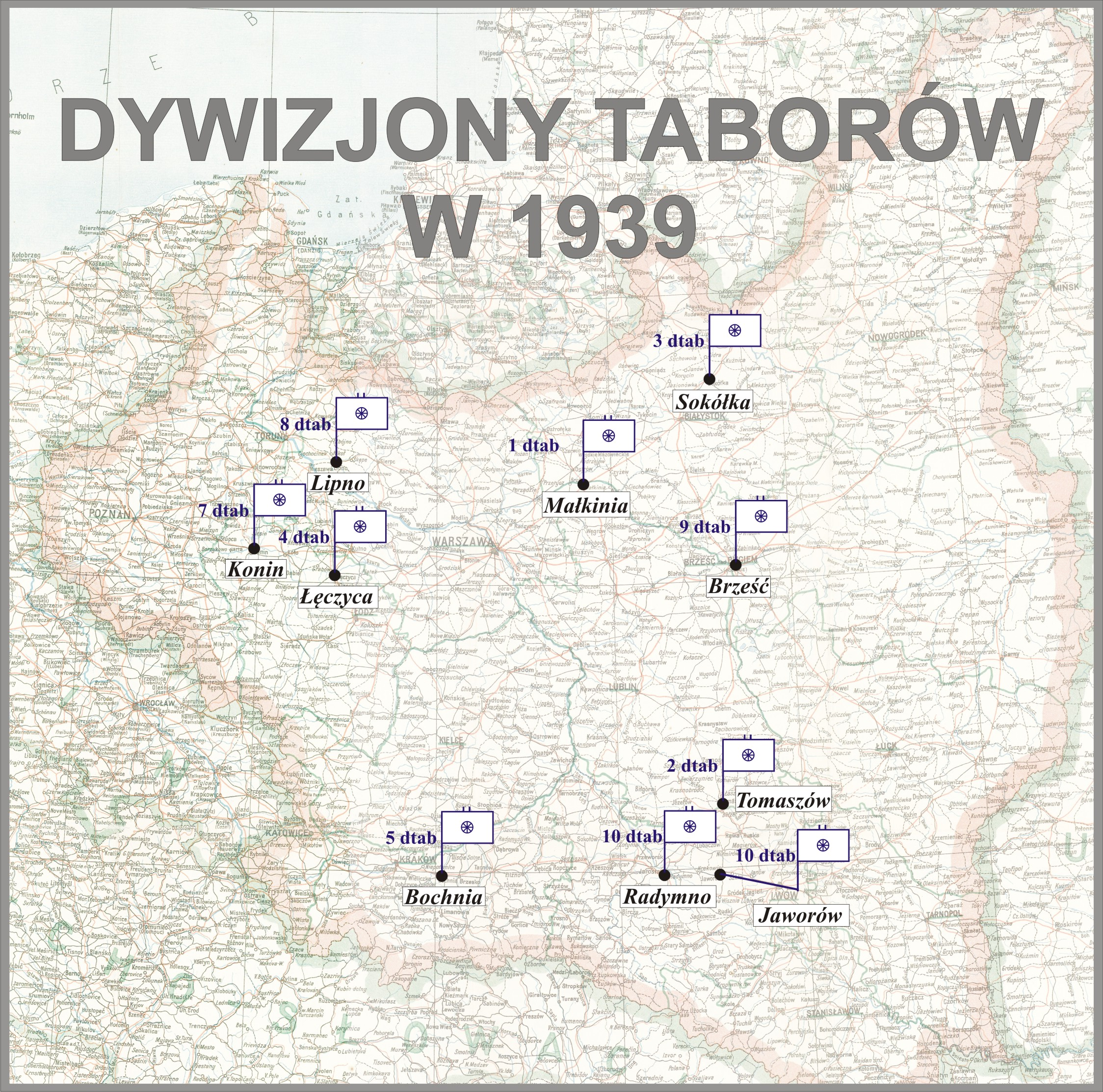
Polskie dywizjony taborów w 1939

9 Dywizjon Taborów – oddział taborów Wojska Polskiego w II Rzeczypospolitej.
W okresie swojego istnienia jednostka przechodziła kilkakrotnie reorganizację. W 1923 dywizjon stacjonował w Brześciu. W 1939 w Brześciu stacjonowała kadra 9 dywizjonu taborów.

## Forowanie i zmiany organizacyjne
W 1923 dywizjon podlegał  Dowództwu Okręgu Korpusu Nr IX i stacjonował w Brześciu. Dowódca dywizjonu pełnił jednocześnie funkcję szefa taborów Okręgu Korpusu Nr IX.
1 października 1925, w „związku z reorganizacją wojsk taborowych”, dywizjon został przeformowany w „9. Szwadron Taborów”. Jednocześnie zostało utworzone Szefostwo Taborów Dowództwa Okręgu Korpusu Nr IX. W lipcu 1926, „w związku z redukcją stanów liczebnych formacji taborowych (rozkaz MSWojsk. Oddz. I Szt. Gen. L. 2579/org. i rozporządzenie wykonawcze Dep. II L. 1600/tab. tjn.)” szwadron został skadrowany.
12 września 1930 roku została wydana „Organizacja taborów na stopie pokojowej. Przepisy służbowe”, a 18 września 1930 roku został wydany rozkaz o wprowadzeniu w życie organizacji formacji taborowych. 9 skadrowany szwadron taborów został przeformowany w kadrę 9 dywizjonu taborów.
20 maja 1938 wszedł w życie nowy etat pokojowy Kadry, lepiej dostosowany do zadań mobilizacyjnych. W 1939 kadra 9 dywizjonu taborów stacjonowała nadal w Brześciu. Prawdopodobnie w 1940 Kadra zostałaby przeniesiona do nowego garnizonu (Wysokie Litewskie, Międzyrzecz lub Biała Podlaska).
Kadra była jednostką mobilizującą. Komendant kadry był odpowiedzialny za przygotowanie i przeprowadzenie mobilizacji. Przed przystąpieniem do zadań mobilizacyjnych pokojowa kadra przechodziła na wojenny etat kadry mobilizacyjnej taborów nr 9 (organizacja wojenna L.3349/mob.org., ukompletowana zgodnie z zestawieniem specjalności L.33349/mob.AR oraz uzbrojona i wyposażona zgodnie z wojennymi należnościami materiałowymi L.3349/mob./mat.). Kadra mobilizacyjna taborów nr 9 mobilizowała się w alarmie (niejawnie), w grupie jednostek oznaczonych kolorem czerwonym.
23 marca 1939 na obszarze Okręgu Korpusu Nr IX zarządzona została mobilizacja między innymi jednostek czerwonych. Na początku czerwca 1939 Sztab Główny polecił rozformować kadrę mobilizacyjną taborów nr 9 i przygotować mobilizację według poprawionego planu mobilizacyjnego „W”. Pismem Oddziału I Sztabu Głównego L. 3590/mob.39 z 17 lipca 1939 kadra 9 dywizjonu taborów otrzymała zadanie przygotowania mobilizacji jedenastu jednostek taborów dla 35 Dywizji Piechoty, bez wpisywania ich na tabele mobilizacyjne (poza planem mob. „W”).
27 sierpnia 1939 zarządzona została ponownie mobilizacja jednostek czerwonych na obszarze OK IX. Rozwinięta powtórnie kadra mobilizacyjna taborów nr 9 rozpoczęła mobilizację następujących jednostek taborów:
- Okręgowej Składnicy Taborowej nr 9,
- kolumn sanitarnych konnych nr 91, 92 i 93[c],
- kolumn taborowych jednokonnych nr 905, 906, 907, 908, 913, 914, 915, 916, 921, 922, 923, 924, [931, 932, 933, 934, 935, 936, 937, 938], 961, 962, 963, 964, 965, 966, 967, 968, 969, 970, 971 i 972,
- Dowództw Grup Marszowych Służb typ I nr 91, 92, 93, 94, 95 i 96,
- Dowództw Grup Marszowych Służb typ II nr 901, 902, 909, 910, 917 i 918, [931, 932],
- [warsztatu taborowego nr 931],
- parku taborowego nr 91 i 92,
- zapasu koni nr 91 i 92,
- zapasu koni OK IX[17].

Wszystkie jednostki miały osiągnąć gotowość w mobilizacji powszechnej (pierwsza 3 dnia, a ostatnia 15 dnia mob. powszechnej). Po przeprowadzeniu mobilizacji kadra mobilizacyjna taborów nr 9 ulegała likwidacji. Zmobilizowane jednostki należały pod względem ewidencyjnym do Ośrodka Zapasowego Taborów nr 2 w Radymnie.
| Planowany przydział jednostek taborowych dla wielkich jednostek i związków operacyjnych | Planowany przydział jednostek taborowych dla wielkich jednostek i związków operacyjnych | Planowany przydział jednostek taborowych dla wielkich jednostek i związków operacyjnych | Planowany przydział jednostek taborowych dla wielkich jednostek i związków operacyjnych | Planowany przydział jednostek taborowych dla wielkich jednostek i związków operacyjnych | Planowany przydział jednostek taborowych dla wielkich jednostek i związków operacyjnych | Planowany przydział jednostek taborowych dla wielkich jednostek i związków operacyjnych | Planowany przydział jednostek taborowych dla wielkich jednostek i związków operacyjnych | Planowany przydział jednostek taborowych dla wielkich jednostek i związków operacyjnych | Planowany przydział jednostek taborowych dla wielkich jednostek i związków operacyjnych |
| Nazwa wielkiej jednostki lub związku operacyjnego                                       | Dowództwo Grupy Marszowej Służb                                                         | Dowództwo Grupy Marszowej Służb                                                         | kolumna taborowajednokonna nr                                                           | warsztattab. nr                                                                         | kolumna sanitarna konna nr                                                              | park tab. nr                                                                            | zapas koni nr                                                                           | Okręg. Składnica Tab. nr                                                                | zapas koni OK                                                                           |
| Nazwa wielkiej jednostki lub związku operacyjnego                                       | typ I nr                                                                                | Typ II nr                                                                               | kolumna taborowajednokonna nr                                                           | warsztattab. nr                                                                         | kolumna sanitarna konna nr                                                              | park tab. nr                                                                            | zapas koni nr                                                                           | Okręg. Składnica Tab. nr                                                                | zapas koni OK                                                                           |
| --------------------------------------------------------------------------------------- | --------------------------------------------------------------------------------------- | --------------------------------------------------------------------------------------- | --------------------------------------------------------------------------------------- | --------------------------------------------------------------------------------------- | --------------------------------------------------------------------------------------- | --------------------------------------------------------------------------------------- | --------------------------------------------------------------------------------------- | --------------------------------------------------------------------------------------- | --------------------------------------------------------------------------------------- |
| 9 Dywizja Piechoty                                                                      |                                                                                         | 901, 902                                                                                | 905, 906, 907, 908                                                                      |                                                                                         |                                                                                         |                                                                                         |                                                                                         |                                                                                         |                                                                                         |
| 20 Dywizja Piechoty                                                                     |                                                                                         | 909, 910                                                                                | 913, 914, 915, 916                                                                      |                                                                                         |                                                                                         |                                                                                         |                                                                                         |                                                                                         |                                                                                         |
| 30 Dywizja Piechoty                                                                     |                                                                                         | 917, 918                                                                                | 921, 922, 923, 924                                                                      |                                                                                         |                                                                                         |                                                                                         |                                                                                         |                                                                                         |                                                                                         |
| 35 Dywizja Piechoty                                                                     |                                                                                         | 931, 932                                                                                | 931, 932, 933, 934, 935, 936, 937, 938                                                  | 931                                                                                     |                                                                                         |                                                                                         |                                                                                         |                                                                                         |                                                                                         |
| Armia „Poznań”                                                                          | 91, 95, 96                                                                              |                                                                                         |                                                                                         |                                                                                         |                                                                                         | 92                                                                                      | 92                                                                                      |                                                                                         |                                                                                         |
| Armia „Modlin”                                                                          |                                                                                         |                                                                                         | 961, 962, 963, 964, 965, 966                                                            |                                                                                         |                                                                                         |                                                                                         |                                                                                         |                                                                                         |                                                                                         |
| Armia „Wołyń”                                                                           | 92, 95, 96                                                                              |                                                                                         | 963, 964, 969, 970, 971, 972                                                            |                                                                                         | 91                                                                                      | 92                                                                                      | 92                                                                                      |                                                                                         |                                                                                         |
| Odwód NW                                                                                | 92, 93, 94                                                                              |                                                                                         | 967, 968, 969, 970, 971, 972                                                            |                                                                                         | 92, 93                                                                                  | 91                                                                                      | 91                                                                                      |                                                                                         |                                                                                         |
| Okręg Korpusu Nr IX                                                                     |                                                                                         |                                                                                         |                                                                                         |                                                                                         |                                                                                         |                                                                                         |                                                                                         | 9                                                                                       | IX                                                                                      |

## Struktura organizacyjna
Organizacja dywizjonu w 1923
- dowództwo dywizjonu
- cztery lub pięć szwadronów taborowych[d]
- skład i warsztat taborowy
- kadra szwadronu zapasowego
- kadra Okręgowego Szpitala Koni nr IX w Brześciu[22]
- kolumny przewozowe

## Obsada personalna
Dowódcy dywizjonu i szwadronu oraz komendanci kadry
- ppłk tab. Aleksander Stolarski (do 9 X 1923 → kierownik Centralnych Składów Taborowych[23][24][25])
- mjr / ppłk tab. Zygmunt Marian Janowski (15 XI 1923[26][27] – 1 X 1925 → szef Taborów DOK IX[28])
- mjr tab. Stefan Józef Michura (1 X 1925[28] – VII 1926 → p.o. szefa Szefostwa Taborowego DOK IX[29])
- rtm. Tadeusz Ignacy Misiak (p.o. od VII 1926[30])
- rtm. / mjr tab. Ludwik Skibiński-Orliński (IV 1929[31] – XI 1935 → dowódca 5 dtab)
- kpt. tab. Adam Jan Romanowski (do 31 III 1939[32])

Zastępcy dowódcy dywizjonu
- mjr tab. Zygmunt Marian Janowski (do 15 XI 1923 → p.o. dowódcy dyonu[24])
- kpt. tab. Leon Staniek (p.o. od XII 1923[26])
- mjr tab. Zygmunt Bogusz (XI 1924[33][27] – 1 X 1925 → dowódca 4 szw. tab.[34])

Kwatermistrzowie
- rtm. tab. Tadeusz Ignacy Misiak (1 X 1925[28] – VII 1926 → p.o. dowódcy szwadronu)
- kpt. tab. Ludwik Skibiński-Orliński (VII 1926[30] – IV 1929 → p.o. dowódcy szwadronu)
- por. tab. Antoni Kowarzyk (od IV 1929[31])

Komendanci kadry szwadronu zapasowego
- mjr tab. Jan I Nowakowski (IV 1923[35][24] – 1924 → 2 dtab[36])

Obsada personalna kadry 9 dywizjonu taborów w marcu 1939
- komendant kadry – kpt. tab. Adam Jan Romanowski
- oficer mobilizacyjny – kpt. tab. Eugeniusz Wilczyński[38]
- oficer administracyjno-materiałowy – kpt. tab. Stanisław II Wąsowicz[39]

### Żołnierze dywizjonu – ofiary zbrodni katyńskiej
Biogramy zamordowanych znajdują się na stronie internetowej Muzeum Katyńskiego
| Nazwisko i imię | stopień              | zawód      | miejsce pracy przed mobilizacją      | zamordowany |
| --------------- | -------------------- | ---------- | ------------------------------------ | ----------- |
| Pillich Adam    | podporucznik rezerwy | nauczyciel | Gimnazjum im. St. Kostki w Warszawie | Katyń       |
| Żołna Sylwester | podporucznik rezerwy | nauczyciel | szkoła powszechna                    | Charków     |